# 贝尔尼安维尔
贝尔尼安维尔（法語：Bernienville，法語發音：[bɛʁnjɛ̃vil]）是法国厄尔省的一个市镇，属于埃夫勒区。

## 地理
贝尔尼安维尔（49°4'59"N, 1°1'7"E）面积7.81 平方千米，位于法国诺曼底大区厄尔省，该省份为法国北部内陆省份，北起滨海塞纳省，西接奧恩省和卡爾瓦多斯省，南至厄尔-卢瓦省，东临瓦兹省、瓦兹河谷省和伊夫林省。
与贝尔尼安维尔接壤的市镇（或旧市镇、城区）包括：巴克皮、克拉维尔、戈维尔拉康帕涅、基特伯夫、萨康维尔。

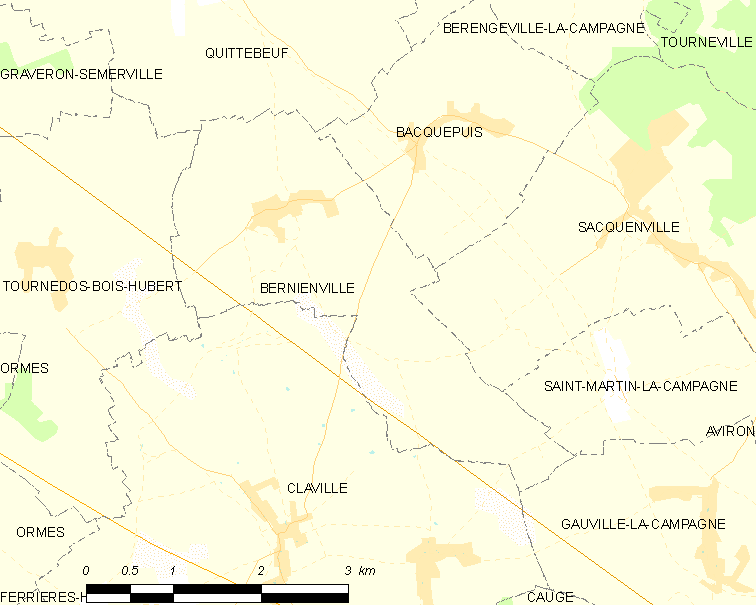
贝尔尼安维尔的OSM定位图

贝尔尼安维尔的时区为UTC+01:00、UTC+02:00（夏令时）。

## 行政
贝尔尼安维尔的邮政编码为27180，INSEE市镇编码为27057。

## 政治
贝尔尼安维尔所属的省级选区为勒讷堡县。

## 人口

1962-2008年间贝尔尼安维尔人口变化图示

贝尔尼安维尔于2022年1月1日时的人口数量为295人。